# Daisuke Terasawa
寺沢大介
Œuvres principales
Première œuvre : Ishuku (イシュク)
Autres ouvrages :
- Le Petit chef
- Shota no Sushi (将太の寿司?)

Daisuke Terasawa (寺沢大介) est un mangaka né le 10 juin 1959 à Itami dans la Préfecture de Hyōgo au Japon.
Il a obtenu le Prix du manga de son éditeur à deux reprises :
- en 1988, dans la catégorie Shōnen pour Le Petit chef.
- et en 1996, toujours dans la catégorie Shōnen, pour Shota no Sushi (ja).

## Biographie
Enfant à la santé fragile, Daisuke Terasawa (寺沢大介) peut rarement sortir jouer dehors avec ses amis. Il se plonge alors dans la lecture pour tromper son ennui et voyager à sa façon. C'est ainsi que débute sa passion du manga .
Il étudie au lycée Koyo Gakuin (甲陽学院高等学校) à Nishinomiya puis intègre ensuite la Faculté de Lettres de l'Université Keiō à Tokyo.
Il fait ses débuts en tas que mangaka en 1985 avec Ishuku (イシュク).
Il écrit principalement des mangas ayant pour sujet la cuisine ou la gastronomie.
Ses œuvres sont principalement publiées chez Kōdansha, mais depuis 2009 il travaille également avec les éditions Shōgakukan. C'est à partir de ce moment qu'il diversifie son œuvre et ne se cantonne plus uniquement au manga culinaire.

## Œuvres
- Ishuku (イシュク?), 1985
- Le Petit chef, 1986-1989, 10 volumes
- WARASHI, 1990-1991, 4 volumes
- Shota no Sushi (将太の寿司?), 1992-1997, 27 volumes
- Shota no Sushi: Zenkokutaikai hen (将太の寿司〜全国大会編〜?), 1997-2000, 17 volumes
- Kuwasemon! (喰わせモン!?), 2001, 4 volumes
- Kui Tan (喰いタン?), 2002-2009, 16 volumes
- Le Petit chef II, 2003–2012, 13 volumes
- Kittedeka (キッテデカ?), 2011-2014, 2 volumes
- Dr. Messiah (ドクターメシア?), 2012-2013, 1 volume
- Shota no Sushi 2 World Stage (将太の寿司2 World Stage?), 2013-2015, 4 volumes